# جامعة كنتاكي
جامعة كنتاكي (تُختصر UK أو UKY) هي جامعة أبحاث عامة في ليكسينغتون، كنتاكي. تأسست في عام 1865 من قبل جون بريان بومان باسم الكلية الزراعية والميكانيكية في كنتاكي، تعد الجامعة المؤسسة ذات التسجيل الأعلى في الولاية، مع 30,545 طالبًا اعتبارًا من خريف 2019.
تضم المؤسسة 16 كلية ومدرسة للدراسات العليا و 93 برنامجًا جامعيًا و 99 برنامجًا رئيسيًا و 66 برنامجًا للدكتوراه وأربعة برامج مهنية. وهي مصنفة ضمن «R1: دكتوراه جامعات - نشاط بحثي مرتفع للغاية». وفقًا لمؤسسة العلوم الوطنية، أنفقت ولاية كنتاكي 393 مليون دولار على البحث والتطوير في عام 2018، لتحتل المرتبة 63 في الدولة.
يوجد في جامعة كنتاكي خمسة عشر مكتبة في الحرم الجامعي. أكبرها مكتبة ويليام تي يونغ، وهي مستودع فيدرالي، تستضيف مواضيع تتعلق بمجموعات العلوم الاجتماعية والإنسانية وعلوم الحياة. منذ عام 1997، ركزت الجامعة نفقاتها بشكل متزايد على البحث، بعد الاتفاق الذي شكلته الجمعية العامة في كنتاكي. نص التوجيه على أن تصبح الجامعة من أفضل 20 مؤسسة بحثية عامة، من حيث الترتيب العام، الذي تحدده الجامعة نفسها، بحلول عام 2020.

## البرامج الأكاديمية

### الإدارات
ينقسم الطلاب إلى 16 كلية، ومدرسة للدراسات العليا، و 93 برنامجًا جامعيًا، و 99 برنامجًا رئيسيًا، و 66 برنامجًا للدكتوراه، وأربعة برامج مهنية. يوجد في جامعة كنتاكي خمسة عشر مكتبة في الحرم الجامعي، أكبرها مكتبة ويليام تي يونغ، وهي مستودع فيدرالي، تستضيف مواضيع تتعلق بمجموعات العلوم الاجتماعية والإنسانية وعلوم الحياة. في السنوات الأخيرة، ركزت الجامعة نفقاتها بشكل متزايد على البحث، بعد الاتفاق الذي شكلته الجمعية العامة في كنتاكي في عام 1997. نص التوجيه على أن تصبح الجامعة من أفضل 20 مؤسسة بحثية عامة، من حيث الترتيب العام الذي تحدده الجامعة نفسها، بحلول عام 2020. تم تصنيف الجامعة في المرتبة 132 في الجامعات الوطنية وتحتل المرتبة 60 بين الجامعات العامة في تصنيفات US News & World Report لعام 2020.
ينقسم الطلاب إلى عدة كليات حسب اهتماماتهم وتخصصاتهم:
- تأسست كلية الزراعة والغذاء والبيئة عام 1908
- كلية الآداب والعلوم، تأسست عام 1908
- كلية جاتون للأعمال والاقتصاد، تأسست عام 1925 (كانت في الأصل كلية التجارة)
- كلية الاتصال والمعلومات تأسست عام 1976
- كلية طب الأسنان تأسست عام 1962

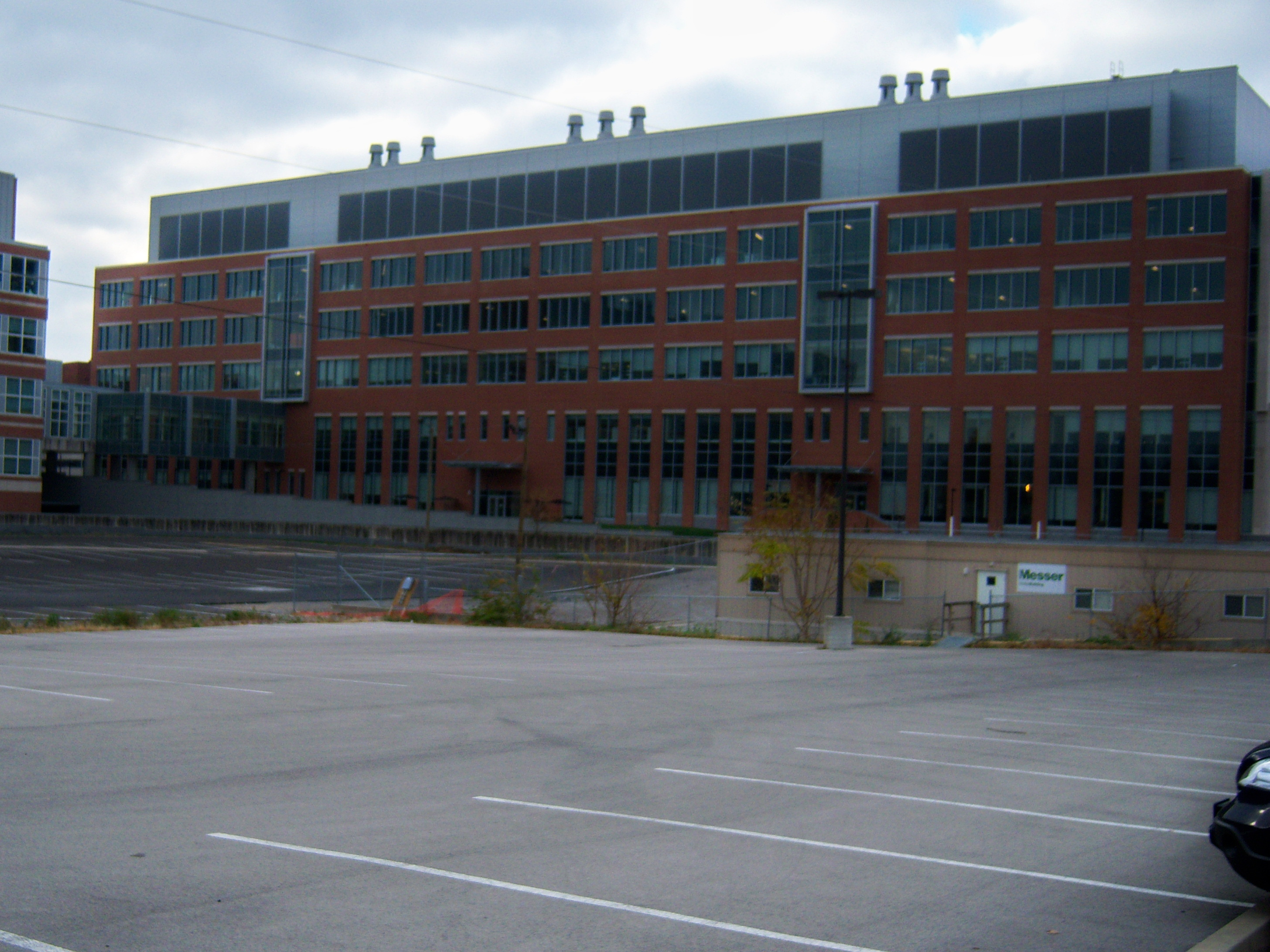
المبنى البيولوجي الصيدلاني هو مقر لكلية الصيدلة

- كلية التصميم، تأسست عام 1964 (كانت في الأصل كلية الهندسة المعمارية)
- كلية التربية تأسست عام 1923
- كلية الهندسة، تأسست عام 1918 (من خلال دمج كليات الهندسة المدنية والهندسة الميكانيكية والمناجم والمعادن الأصلية)
- تأسست كلية الفنون الجميلة عام 1976
- كلية العلوم الصحية،[20] تأسست عام 1966 (كانت في الأصل كلية موظفي الصحة المتحالفة)
- كلية الطب، تأسست عام 1954
- كلية التمريض تأسست عام 1956
- كلية الصيدلة، تأسست عام 1947 (تأسست في الأصل عام 1870 في لويزفيل)
- كلية الصحة العامة، تأسست عام 2004
- كلية الخدمة الاجتماعية[21] تأسست عام 1968
- كلية الدراسات العليا بجامعة كنتاكي،[22] تأسست عام 1912
- مدرسة مارتن للسياسة العامة والإدارة
- مدرسة باترسون للدبلوماسية والتجارة الدولية

تشمل الكليات الأخرى التي لم تعد موجودة في جامعة كنتاكي كلية علوم المكتبات (انفصلت عن كلية الآداب والعلوم في عام 1968 وتم دمجها في عام 2003 فيما يعرف الآن باسم كلية الاتصالات والمعلومات) وكلية الاقتصاد المنزلي (تم إنشاؤها في عام 1916 وكان عميدها المؤسس ماري إي سويني) الآن مدرسة لعلوم البيئة البشرية تقع داخل كلية الزراعة.

### كلية لويس الفخرية
بدأ برنامج الشرف بجامعة كنتاكي عام 1961. وهي تقدم فصولًا متعددة التخصصات على غرار الندوات من 15 إلى 20 طالبًا لكل منها بالإضافة إلى فصول «القسم H» التي تسرع عروض الدورات المشتركة مثل الكيمياء والبيولوجيا والفيزياء. يهدف البرنامج إلى استكمال الاهتمامات الفردية للطلاب. يُمنح الطلاب الأولوية في التسجيل، والاهتمام الفردي بالكلية، والاستشارة المخصصة، وفرصة المشاركة في البحث الجامعي من فصولهم الدراسية الأولى في الحرم الجامعي، ويتم توجيههم إلى برامج أخرى، وبرنامج العلماء الجامعيين (الذي يسمح بدراسة البكالوريوس والدراسات العليا في وقت واحد)، وفرص المنح الخارجية. بالإضافة إلى ذلك، يتم تقديم المساعدة للطلاب فيما يتعلق بطلبات الزمالة وطلبات المنح الدراسية وفرص الدراسة في الخارج وتعيين مرتبة الشرف في النصوص والدبلومات و/أو اهتمامات تعلم الخدمة، من بين أشياء أخرى.
ابتداءً من عام 2017، أصبح برنامج الشرف هو كلية لويس الفخرية. يقع مقرها الرئيسي في قاعة لويس، والتي تعمل أيضًا كواحدة من عدة قاعات إقامة لطلاب كلية الشرف.

## الحياة الطلابية

### الطلاب
تختار جامعة كنتاكي مجموعة متنوعة من الطلاب الدوليين، من خلال عملية قبول انتقائية.
في خريف 2014، كان هناك 30 ألف طالب مسجلين لأول مرة. ويرجع ذلك جزئيًا إلى ارتفاع عدد الطلاب خارج الولاية. كانت النسبة المئوية لمزيج الطلاب في هذا الوقت 62% في الولاية و 38% خارج الولاية. خلال هذا الوقت، تم تسجيل الفصل الجديد عند 5,000 طالب.

### الحكومة الطلابية
تمثل رابطة الطلاب الحكوميين بجامعة كنتاكي (UKSGA) جميع الطلاب الجامعيين والخريجين والمهنيين المسجلين في الجامعة بعدة طرق، حيث وُجدت لزيادة تأثير الطلاب على السياسة الأكاديمية ولتقديم العديد من الخدمات الطلابية المفيدة والإبداعية والضرورية. توجد أيضًا لحماية وتوسيع الحقوق الموضوعية والإجرائية للطلاب مع الجامعة والبلديات المحيطة، كما هي لتمثيل هيئة الطلاب بشكل أفضل في العلاقات مع أعضاء هيئة التدريس والإدارة ومجلس الأمناء وكومنولث كنتاكي.
| الأخويات | الأخويات | الأخويات | الجمعيات النسائية | الجمعيات النسائية |
| --- | --- | --- | --- | --- |
| - ألفا جاما رو - ألفا كابا بسي - ألفا فاي ألفا - ألفا سيجما فاي - بيتا ثيتا بي - بيتا أبسيلون تشي - تشي بسي - دلتا سيجما فاي - دلتا تاو دلتا - دلتا أبسيلون | - بيت ريفي - إيوتا فاي ثيتا - ترتيب كابا ألفا - كابا ألفا بسي - كابا سيجما - أوميغا بسي فاي - فاي بيتا سيجما - فاي دلتا ثيتا - دلتا جاما فاي | - فاي كابا تاو - فاي سيجما كابا - سيجما ألفا إبسيلون - سيجما لامدا بيتا - سيجما نو - سيجما باي - سيجما فاي إبسيلون - تاو كابا إبسيلون - ثيتا تشي - مثلث الأخوة | - ألفا تشي أوميغا - Alpha Delta Pi - دلتا جاما - ألفا كابا ألفا - ألفا أوميكرون بي - ألفا فاي - سيريس - أوميغا تشي - دلتا دلتا دلتا - دلتا جاما - دلتا سيجما ثيتا | - دلتا زيتا - جاما فاي بيتا - كابا ألفا ثيتا - دلتا كابا - كابا كابا جاما - فاي مو - فاي سيجما رو - Pi Beta Phi - سيجما جاما رو - سيجما لامدا جاما - ثيتا نو شي - زيتا فاي بيتا |

### الألعاب

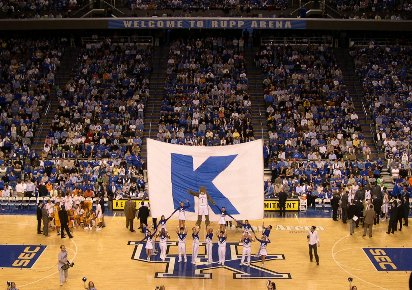
مشجعو كنتاكي في روب أرينا يؤدون تشجيع "بيج كيه" التقليدي خلال مباراة كرة سلة. سعة الجلوس في ساحة روب هي 23500 مقعد.

يتنافس الطلاب الرياضيون في جامعة كنتاكي مثل القطط البرية تحت ألوان كنتاكي باللونين الأزرق والأبيض.
ابتداءً من تسعينيات القرن التاسع عشر، قام الطلاب بجدولة مباريات كرة القدم مع الكليات المجاورة. في عام 1902، بدأ برنامج كرة السلة للسيدات في الحرم الجامعي، وأضيف فريق الرجال بعد عام واحد. أصبحت «القطط البرية» مرتبطة بالجامعة بعد فترة وجيزة من فوز فريق كرة القدم على إلينوي في 9 أكتوبر 1909. وصرح قائد الدائرة العسكرية آنذاك، القائد كاربيزر، أن الفريق «قاتل مثل القطط البرية». تبنت الجامعة الشعار لاحقًا، وظهرت التميمة المزيّنة لأول مرة في عام 1976.
في عام 1930، تم تعيين مدرب المدرسة الثانوية آنذاك، أدولف روب، مدربًا لكرة السلة في الجامعة. كان لديه خبرة امتدت إلى 42 عامًا حتى عام 1972. خلال فترة عمله، قاد فريق كرة السلة للرجال إلى أربع بطولات الرابطة الوطنية لرياضة الجامعات في 1948 و 1949 و 1951 و 1958. فازت القطط البرية لاحقًا ببطولة خامسة تحت قيادة جو بي هول في عام 1978، وأخرى في عام 1996 تحت قيادة ريك بيتينو، والبطولة التالية بقيادة أورلاندو «توبي» سميث في عام 1998 في عام 2007، عينت جامعة كنتاكي بيلي جيليسبي كمدرب رئيسي لفريق كرة السلة للرجال وفي 30 مارس 2009، عينت الجامعة جون كاليباري كمدرب رئيسي لفريق Wildcats. وقاد كاليباري الفريق إلى لقبه الوطني الثامن في 2012.
في 21 ديسمبر 2009، وصل فريق كرة السلة للرجال إلى معلم آخر، ليصبح أول فريق كرة سلة جامعي يصل إلى 2000 فوز على الإطلاق. كان فوز 2000 فوز 88-44 على دريكسيل دراغونز. كانت كنتاكي أيضًا أول مدرسة تصل إلى 1000 فوز على الإطلاق، والتي أنجزتها في عام 1969.
تفتخر الجامعة بالعديد من البطولات الوطنية، وكان آخرها في عام 2012 عندما فاز فريق كرة السلة للرجال بلقبه الوطني الثامن. تفتخر أيضًا ببطولة المنتخب الوطني عبر البلاد (للسيدات، 1988)، وثماني بطولات فردية في الجمباز، وحائز على الميدالية الأولمبية في سباقات المضمار والميدان، و 21 بطولة وطنية في التشجيع.

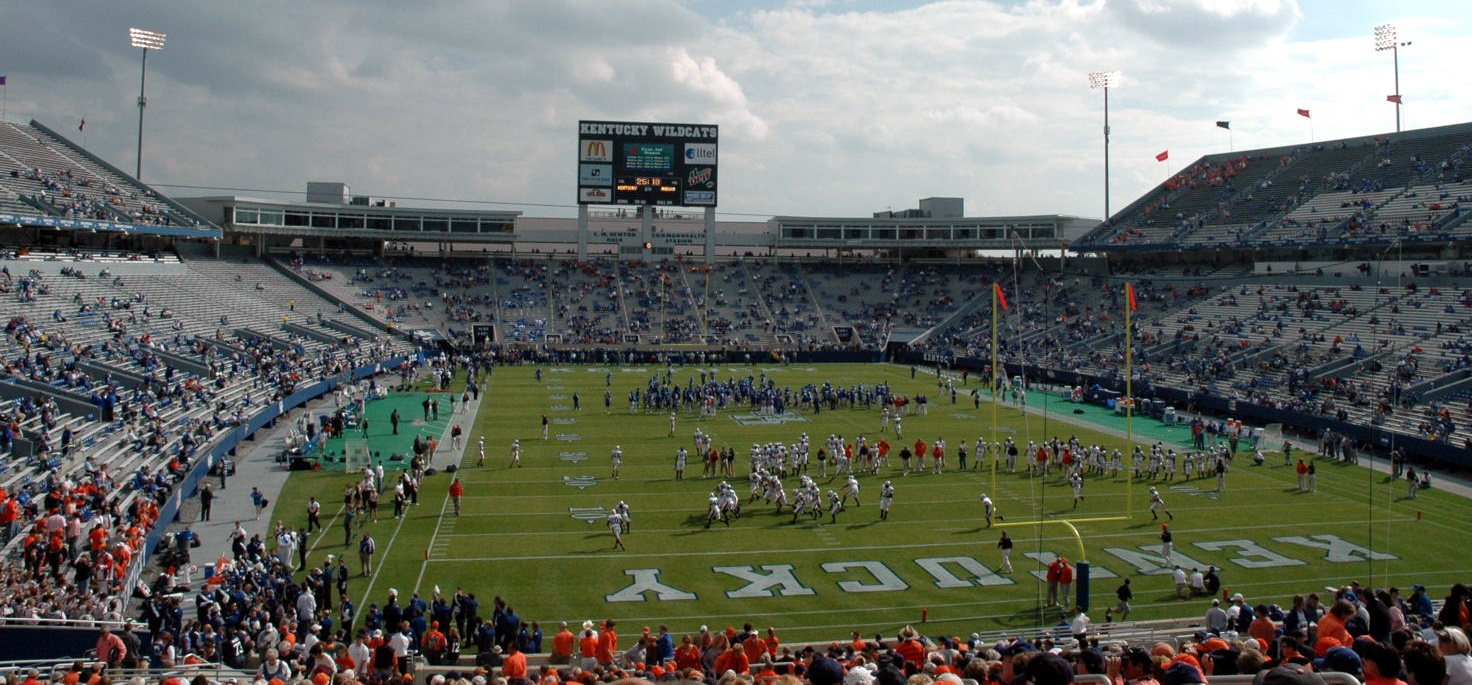
مباراة ما قبل 2005 كنتاكي vs. لعبة أوبورن.

يحتل فريق جامعة كنتاكي للرقص حاليًا المرتبة الخامسة في الدولة في موسيقى الهيب هوب والسابع في بوم في رابطة الرقص العالمية.
تشمل البرامج الرياضية الأخرى التي يتم رعايتها على مستوى الجامعة البيسبول وكرة السلة للرجال والسيدات والجري للرجال والسيدات وكرة القدم والجولف للرجال والنساء والجمباز النسائي والرياضة المختلطة للبندقية وكرة القدم للرجال والسيدات والكرة اللينة للسيدات والرجال والسيدات. السباحة والغطس، التنس الرجالي والسيدات، سباقات المضمار والميدان للرجال والسيدات وكرة الطائرة للسيدات. تضم المدرسة أيضًا فريقًا مشهورًا لهوكي الجليد للرجال على مستوى النادي وبرنامج رجبي يتنافس على مستوى القسم 1.
مدرب كرة القدم في جامعة كنتاكي هو مارك ستوبس، الذي تم تسميته خليفة لجوكر فيليبس، الذي كان أول مدرب كرة قدم أمريكي من أصل أفريقي في تاريخ كنتاكي.
من بين عدد من الأغاني التي يتم تشغيلها وغنائها بشكل شائع في أحداث مختلفة مثل البداية، والحفل، والألعاب الرياضية، أغنية القتال بجامعة كنتاكي: On، On، U of K. بالإضافة إلى ذلك، يتم تشغيل أغنية Kentucky Fight قبل المباريات.

## الحرم الجامعي

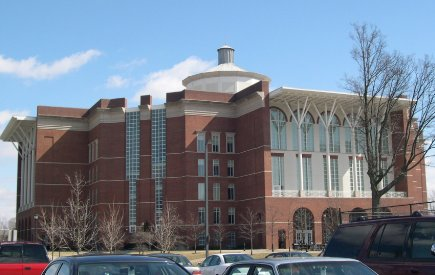
تم الانتهاء من مكتبة William T. Young في عام 1998، وهي تخدم كلاً من الحرم الجامعي وكومنولث كنتاكي

في جامعة كنتاكي سبعة مرافق رئيسية لتناول الطعام، و 23 قاعة سكنية، والعديد من مرافق الترفيه المنتشرة بين الحرم الجامعي: الشمالي والجنوبي والوسط. كما أنها موطن لأكثر من 250 منظمة يديرها الطلاب.
حرم الجامعة هو موطن للعديد من المباني البارزة، مثل المبنى الرئيسي، وهو مبنى إداري من أربعة طوابق يعود تاريخه إلى عام 1882، والذي احترقته النيران في 15 مايو 2001. يرجع سبب الحريق إلى شعلة عمال اللحام أثناء إصلاحات سقف المبنى. إجمالي تكاليف إعادة الإعمار بعد الحريق تجاوز 17 مليون دولار. برج باترسون للمكاتب هو أطول مبنى في الحرم الجامعي. تعد الجامعة أيضًا موطنًا للعديد من مشاريع البناء الكبرى، بما في ذلك توسيع مستشفى ألبرت بي تشاندلر. اعتبارًا من عام 2016، تشمل مشاريع البناء تجديد وتوسيع مركز الطلاب ونادي الخريجين.
قامت جامعة كنتاكي ذات مرة بتشغيل 14 كلية مجتمعية مع أكثر من 100 موقع ومركز وحرم جامعي ممتد بموجب نظام كنتاكي المجتمعي والكلية التقنية، ولكنها تخلت عن السيطرة بموجب قانون تحسين التعليم بعد المرحلة الثانوية لعام 1997. تُعرف شبكة كليات المجتمع الآن باسم نظام كلية كنتاكي المجتمعية والتقنية. ظلت كلية المجتمع المجاورة لكسينغتون، على الرغم من إعادة تنظيم كليات المجتمع، مندمجة مع الجامعة، لكنها انفصلت عن جامعة كنتاكي في عام 2004 وأصبحت جزءًا من نظام كلية كنتاكي المجتمعية والتقنية.
تدير كلية الهندسة حاليًا حرمًا جامعيًا في بادوكا، يقع في حرم كلية غرب كنتاكي المجتمعية والتقنية.

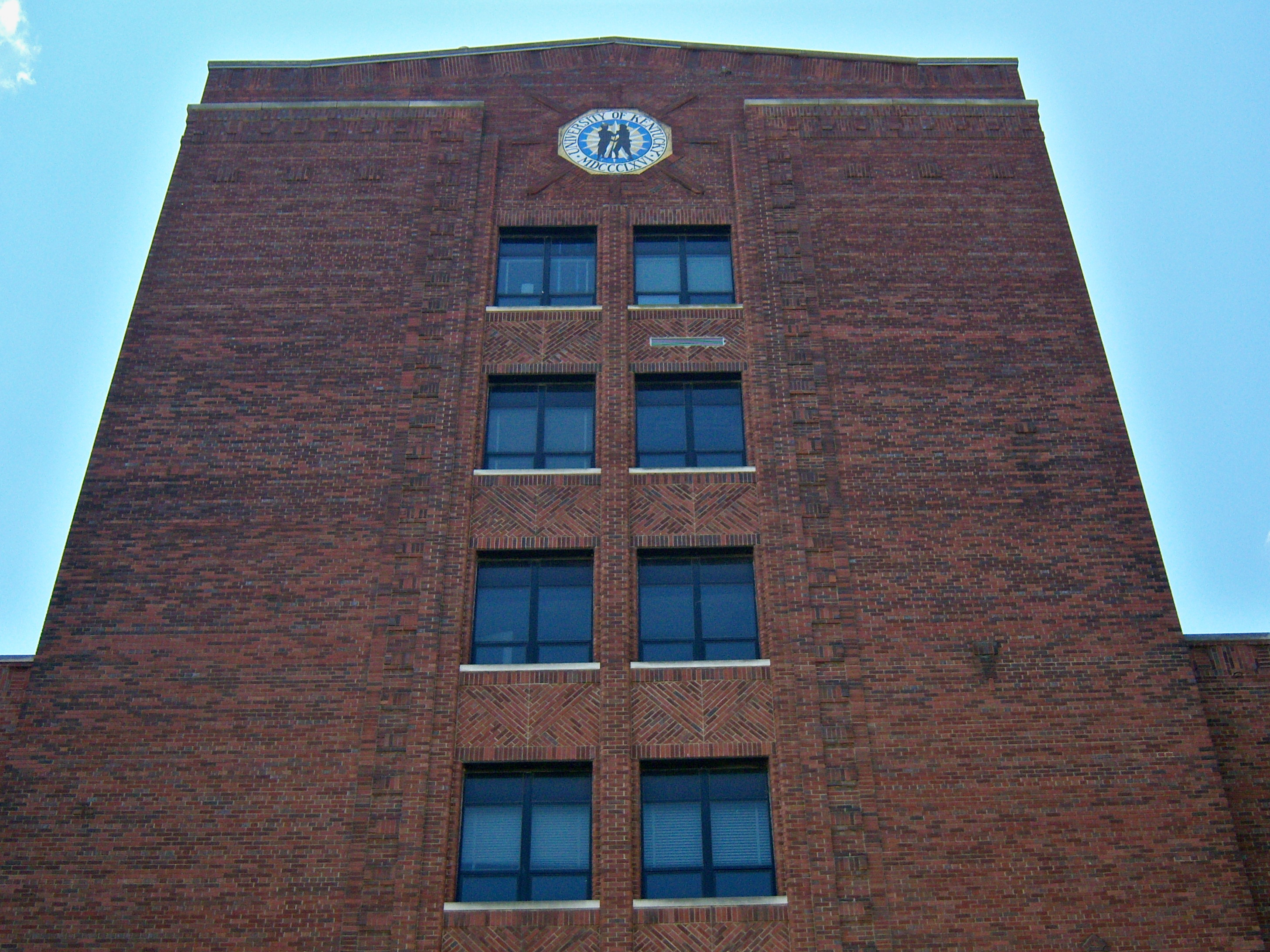
مبنى فنهاوسر

### مكتبات الحرم الجامعي
جامعة كنتاكي هي موطن لتسع مكتبات جامعية. من بينها مكتبة ويليام تي يونغ، التي تضم مجموعة جامعية عامة والعلوم الاجتماعية، والعلوم الإنسانية، والأعمال التجارية، وعلم الأحياء، والمواد الزراعية. المكتبة هي أيضًا مكتبة إيداع فيدرالية ومكتبة عامة لكومنولث كنتاكي. تشمل المكتبات:

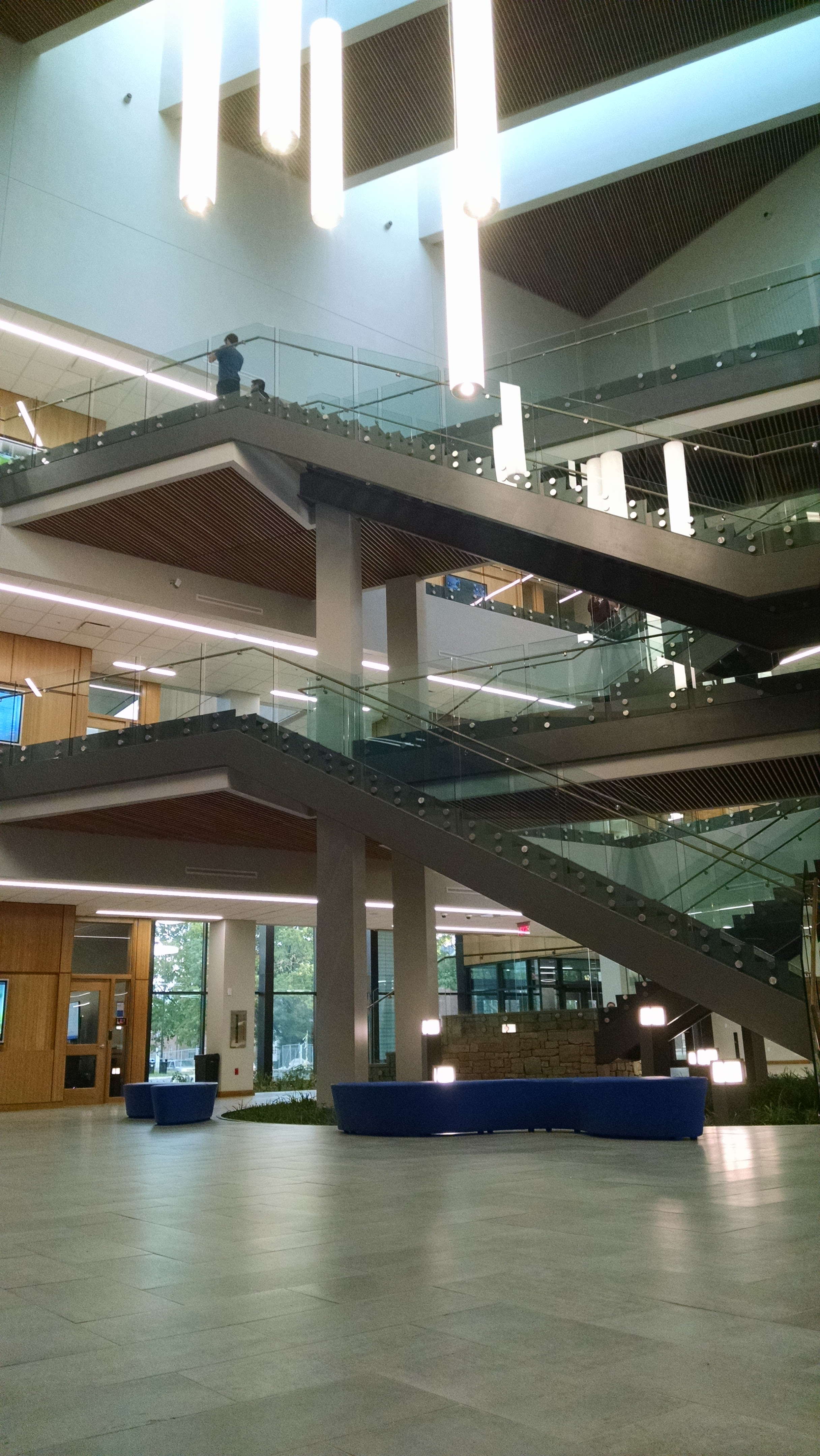
داخل مبنى علمي جديد

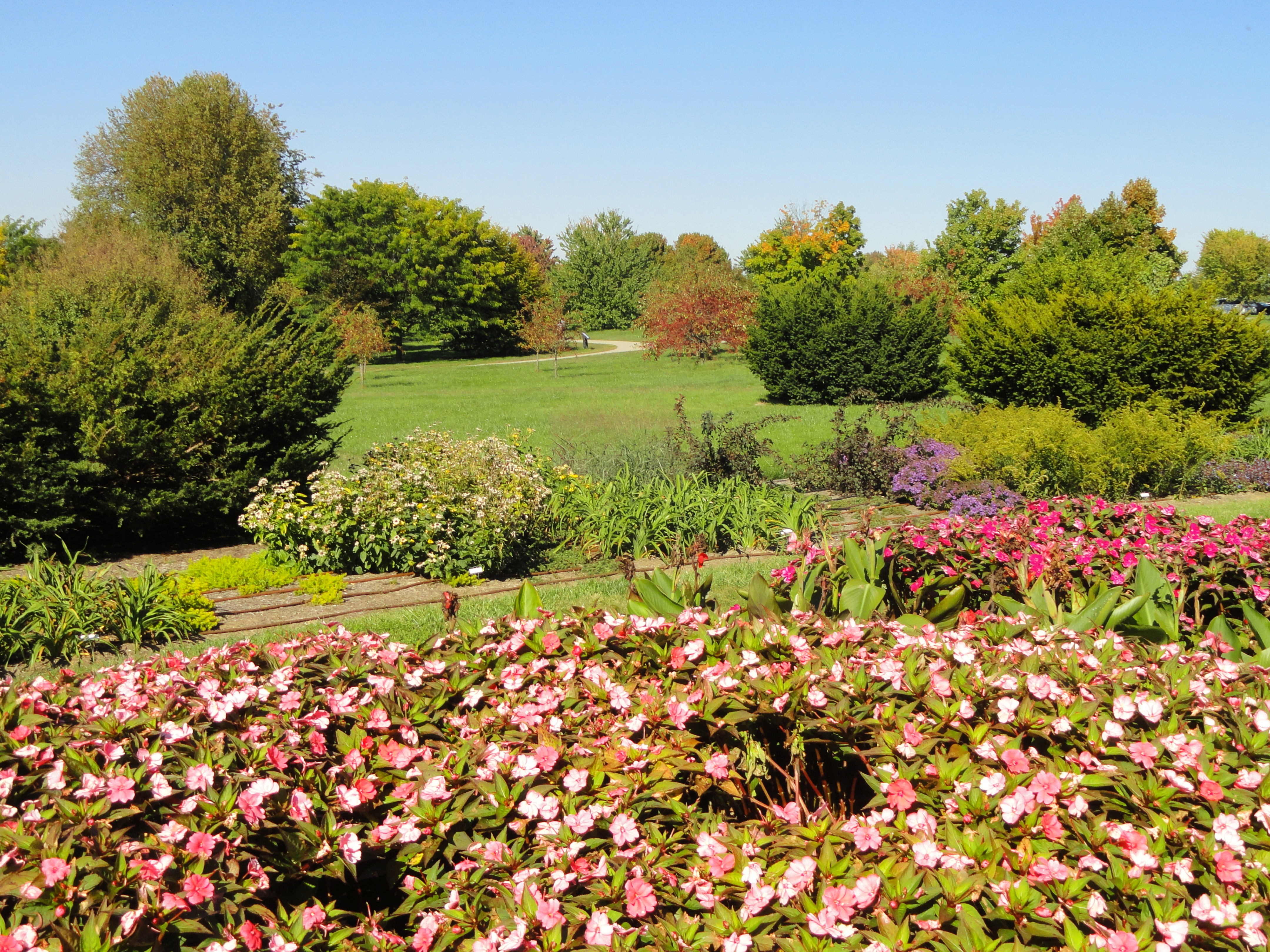
المشتل في الجامعة

- مركز المعلومات الزراعية
- مكتبة التصميم
- مكتبة التعليم
- مكتبة القانون
- مكتبة المركز الطبي
- مكتبة العلوم والهندسة
- مركز بحوث المجموعات الخاصة
- مكتبة وليام تي يونغ

### معالم الحرم الجامعي
تمتلك جامعة كنتاكي العديد من المعالم أبرزها:
- كروجر فيلد
- الكولوسيوم التذكاري
- القاعة التذكارية
- مركز سينجليتاري للفنون
- متحف جامعة كنتاكي للفنون
- جامعة كنتاكي / مشتل حكومة مقاطعة ليكسينغتون - فاييت الحضرية
- حديقة نباتية بمركز البحوث والتعليم بجامعة كنتاكي
- مكتبة وليام تي يونغ
- مطبخ الأبطال
- مركز بيل جاتون للطلاب

## أعضاء هيئة تدريس بارزون
- آرثر جي هانت، عالم نبات وتربة أمريكي.
- رونالد فيرنر ويلسون، رئيس قسم الدراسات الأسرية وأستاذة كاثرين لويز تشيلغرين المقيمة للبحث في دراسات الأسرة.
- كيمبرلي دبليو أندرسون، كيميائي، أستاذ جيل بارز في الهندسة الكيميائية وعميد مشارك للشؤون الإدارية والأكاديمية في كلية الهندسة.

## خريجون بارزون
تخرج من الجامعة أكثر من 140,246 خريجًا في ولاية كنتاكي، 216,737 في الولايات المتحدة، و 1,119 عالميًا. رابطة خريجي جامعة كنتاكي هي الجهة الرئيسية للطلاب وأعضاء هيئة التدريس السابقين، وتقع في زاوية شارع روز وشارع إقليدس. تم تسمية المبنى، الذي تم إنشاؤه في عام 1963، على اسم هيلين جي كينج، أول مديرة دائمة للجمعية وكانت «ملكة جمال جامعة كنتاكي».

تخرج من جامعة كنتاكي سبعة حكام، بما في ذلك الحاكم السابق لكنتاكي ستيف بيشير، والحاكم السابق لأوهايو تيد ستريكلاند، والحاكم السابق لولاية نورث كارولينا بيفرلي بيرديو، والمحافظين السابقين إرني فليتشر، وبول إي باتون، وتوم جيفرسون تيرال من ولاية أركنساس. السناتور الأمريكي ومفوض دوري البيسبول هابي تشاندلر. الأسقف الميثوديست المتحد ألفريد دبليو جوين، والسيناتور الأمريكي الحالي ميتش ماكونيل، وكارول جاتون، وهو تاجر سيارات تنفيذي ومانح لأكبر هدية على الإطلاق للجامعة، وبول تشيلجرين، رئيس مجلس الإدارة والرئيس التنفيذي لشركة Ashland Inc.. كانت الجامعة أيضًا موطنًا للدكتور توماس هانت مورغان، وهو عالم وحائز على جائزة نوبل عام 1933 في علم وظائف الأعضاء أو الطب، وويليام ليبسكومب، 1976 الحائز على جائزة نوبل في الكيمياء. والممثلتين الآنسة إليزابيث وآشلي جود.

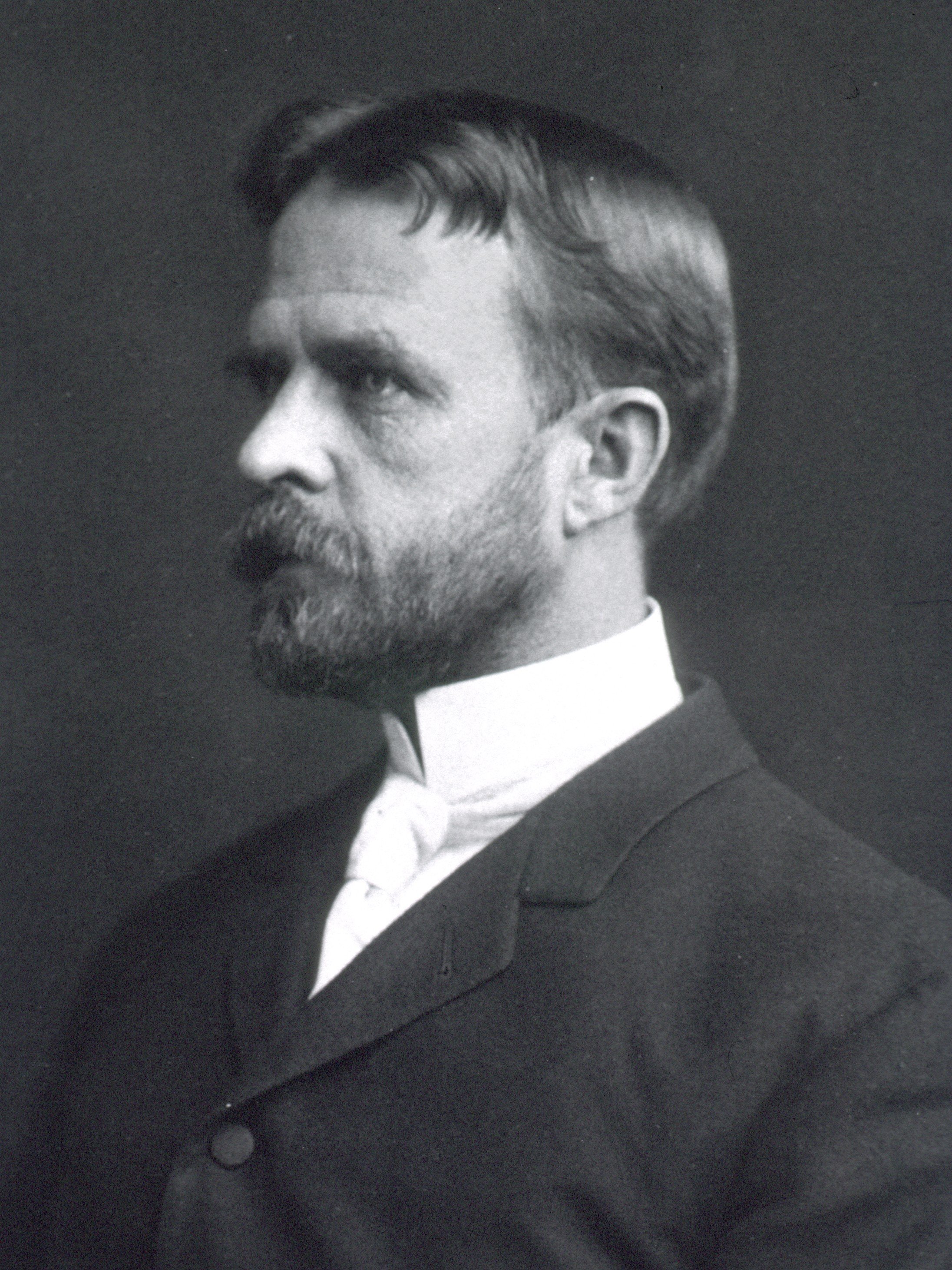
توماس مورغان، جائزة نوبل في علم وظائف الأعضاء أو الطب، وأب علم الوراثة الحديثة
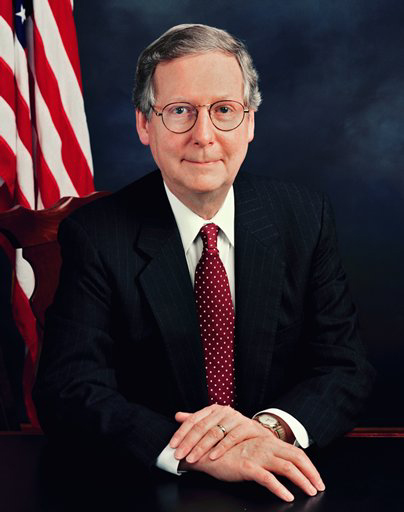
ميتش ماكونيل، مجلس الشيوخ الأمريكي، زعيم الأغلبية  [لغات أخرى]‏ الحالي في مجلس الشيوخ
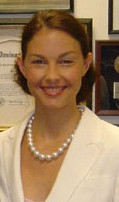
آشلي جود، ممثلة
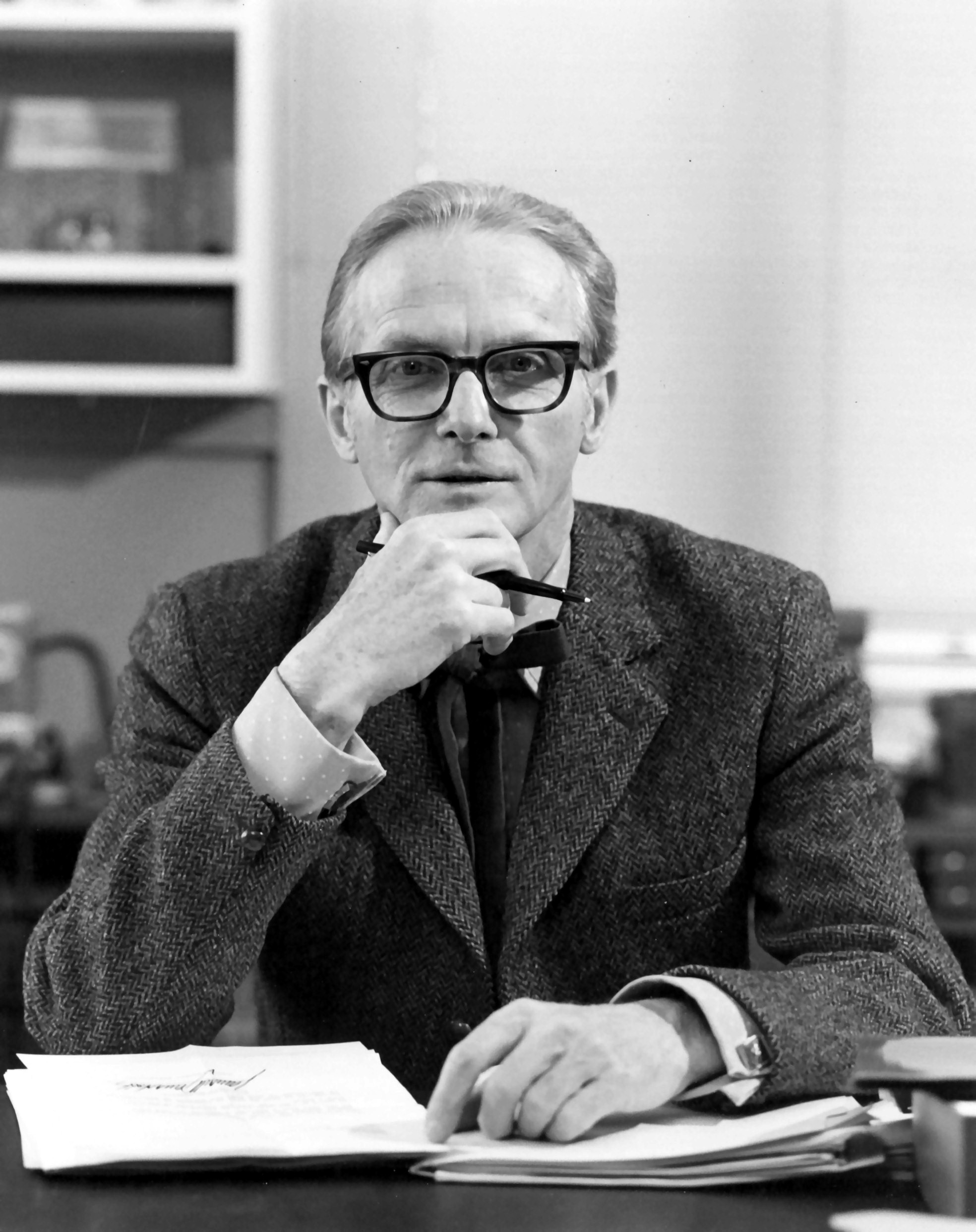
ويليام ليبسكوم، 1976 الحائز على جائزة نوبل في الكيمياء

## وصلات خارجية
- الموقع الرسمي
- موقع ويب جامعة كنتاكي لألعاب القوى
- صور رقمية لجامعة كنتاكي من المجموعة السلبية للألواح الزجاجية، 1898-1918 الموجودة في مركز أبحاث المجموعات الخاصة بمكتبات جامعة كنتاكي